# Nekràssivka (Sovetski)
|  | Per a altres significats, vegeu «Nekràssovka». |

Nekràssivka (en (ucraïnès): Некрасівка, en rus: Некрасовка, Nekràssovka) és un poble de la República Autònoma de Crimea a Ucraïna, que el 2014 tenia 1.044 habitants. Pertany al districte rural de Sovetski. Fins al 1945 el municipi es deia Kultxorà.